# Norbert Blecha

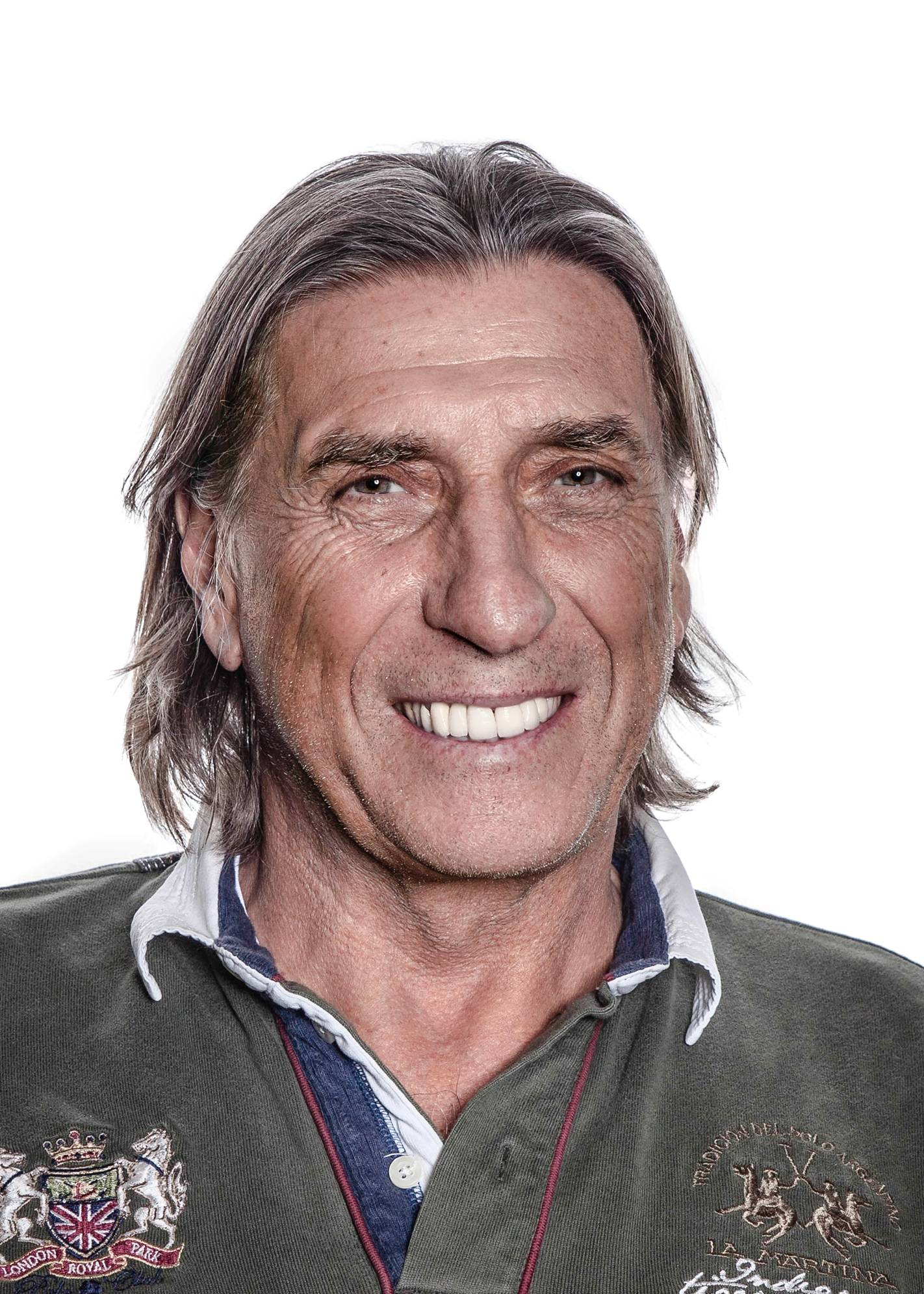
Norbert Blecha (2016)

Norbert Blecha (* 22. September 1950 in Wien, Österreich) ist ein österreichischer Filmproduzent, Schauspieler und ehemaliger Stuntman. Als Gründer der Terra Filmproduktionsgesellschaft prägt er seit den 1980er-Jahren maßgeblich den österreichischen und europäischen Genrefilm.

## Leben
Norbert Blecha wurde 1950 in Wien geboren. Nach dem Besuch eines Realgymnasiums absolvierte er eine Ausbildung zum Kfz-Mechaniker im elterlichen Betrieb. Früh begeisterte er sich für sportliche Herausforderungen: Er nahm an Rennserien wie der Formel Ford, Super V und Formel 3 teil und war als Drachenflieger, Schwimmer, Wasserballer, Turmspringer, Reiter und Boxer aktiv. Über diese Vielseitigkeit fand er seinen Weg in die Filmwelt – zunächst als Stuntman.
1974 übersiedelte er in die USA und belegte Kurse in Betriebswirtschaft an der University of Southern California (USC), ohne das Studium abzuschließen. Parallel begann er seine Tätigkeit als Stuntman und Nebendarsteller in Hollywood. Erste internationale Filmkontakte entstanden u. a. durch seine Beziehung zur Schauspielerin Ursula Andress. Seine erste filmische Mitwirkung erfolgte 1977 bei Steiner – Das Eiserne Kreuz.
1984 kehrte er nach Österreich zurück und gründete die Terra Filmproduktionsgesellschaft.
Blecha war als Produzent, Ko-Produzent und Schauspieler in zahlreichen internationalen Kino- und Fernsehproduktionen sowie Dokumentarfilmen tätig. Er arbeitete mit Regisseuren wie Robert Dornhelm (Requiem für Dominic (1991), The Unfish (1997), The Venice Project (1999), K2 – La montagna degli italiani (2012)), Andrew V. McLaglen (Eye of the Widow (1991)), Kurt Ockermüller (Danube Chronicles (2005)), Christian Duguay (Extreme Ops (2002)) und Houchang Allahyari (Tödliche Liebe (1995), Black Flamingos – Sie lieben euch zu Tode (1998), Ene Mene Muh – und tot bist du (2001)).
Im Laufe seiner Karriere arbeitete er mit zahlreichen internationalen Stars wie Lauren Bacall, Dennis Hopper, Linus Roache, Ben Cross, Stuart Townsend, Dean Stockwell, Stockard Channing, Parker Posey, Cheech Marin, Lauren Hutton, Steve Martin, Christopher Lambert, Michael York, Rupert Everett, Charlie Sheen und Nastassja Kinski. Beim Jugenddrama Courage Mountain (1988) war Michael Douglas als Co-Produzent beteiligt.

## Filmische Erfolge
Blechas Produktionen zeichnen sich durch internationale Besetzungen und Kreativpartnerschaften aus. Eine chronologische Auswahl:
- Requiem für Dominic (1991) – Politdrama über das Ceaușescu-Regime; ausgezeichnet mit dem Europäischen Filmpreis für den besten Film.
- Extreme Ops (2002) – Actionfilm, gedreht in Österreich und Serbien; internationaler Vertrieb.
- Gregor Mendel – The Gardener of God (2009) – Biopic mit Christopher Lambert; Ausstrahlung auf arte, ORF und Rai.
- K2 – La montagna degli italiani (2012) – Historisches TV-Drama über die italienische K2-Expedition.
- Mothers (2017) – Antikriegsfilm mit Christopher Lambert; Spezialpreis beim Festival Mirabile Dictu.
- The Pez Outlaw (2019) – Dokumentarfilm, mitproduziert von Blecha; Emmy-Auszeichnung 2023.
- Lackenbach. Meine Kehillah (2024) – Dokumentation über die jüdische Gemeinde Lackenbach; ausgezeichnet beim Festival Mirabile Dictu

## Filmografie als Produzent
- 1984: Jungle Warriors (with T.A.T. Films)
- 1985: Rage To Kill (with T.A.T. Films)
- 1986: Red Heat (with T.A.T. Films)
- 1987: Children Of The Dust (with Buzon Films)
- 1988: Courage Mountain (with Michael Douglas’ Stone Group)
- 1989: Eye Of The Widow (with Adlar Productions)
- 1990: Requiem für Dominic
- 1991: Flying The Blue And The White (with Yarkon Productions)
- 1992: Es lebe die Liebe, der Papst und das Puff (Evviva L'Ammore)
- 1993: Danube Chronicles
- 1994: Allzeit getreu – allzeit bereit
- 1995: Eine tödliche Liebe
- 1996: Der Bockerer 2
- 1996: Der Unfisch
- 1997: Black Flamingos
- 1999: The Venice Project
- 1999: Mein Freund der Wolf
- 2000: Da wo die Berge sind
- 2001: Ene mene muh – und tot bist du
- 2001: Extreme Ops
- 2001: The Red Phone – Manhunt and Checkmate
- 2002: Da wo die Liebe wohnt
- 2003: Da wo die Heimat ist
- 2004: Da wo die Herzen schlagen
- 2005: Da wo das Glück beginnt
- 2005: Metamorphosis
- 2006: Da wo es noch Treue gibt
- 2006: Jump
- 2007: Da wo die Freundschaft zählt
- 2007: Fanz Antel – ein Leben für den Film
- 2008: Johanna – Köchin aus Leidenschaft
- 2008: Da wo wir zuhause sind
- 2009: Gregor Mendel – The Gardener Of God
- 2010: Heimkehr mit Hindernissen
- 2012: K2 – The Italians Mountain
- 2013: Ruf der Pferde
- 2014: State Of The Art
- 2015: Kultur aus den Trümmern
- 2015: Mehrstimmig (Die Wiener Sängerknaben)
- 2015: Lotte Tobisch – Ansichten einer Grand Dame
- 2019: The Pez Outlaw
- 2021: Ride back to Freedom
- 2023: Michael Gaismayr
- 2023: Magie der Hände
- 2023: Habsburgs Rache - Akte Frankenburger Würfelspiel
- 2024: Lackenbach. Meine Kehillah (Dokumentarfilm)

## Auszeichnungen
- 1991: European Film of the Year für Requiem für Dominic
- 2013: Goldenes Ehrenzeichen für Verdienste um die Republik Österreich[1]

## Privatleben
Seit 2019 ist Norbert Blecha mit der österreichischen Rechtsanwältin und Strafverteidigerin Katrin Ehrbar verheiratet. Das Paar lebt in Wien und St. Georgen im Burgenland.